# سيماو مات جونيور
سيماو مات جونيور (بالبرتغالية: Simão Mate Júnior‏)، لاعب كرة قدم موزمبيقي.
احترف في اليونان والصين وإسبانيا ووقع مع النادي الأهلي القطري في عام 2017.

## روابط خارجية
- سيماو مات جونيور على موقع الاتحاد الدولي (مؤرشف)  (الإنجليزية)
- سيماو مات جونيور على موقع الاتحاد الأوربي (الإنجليزية)
- سيماو مات جونيور على موقع رابطة كرة القدم اليابانية للمحترفين (اليابانية)
- سيماو مات جونيور على موقع قاعدة بيانات كرة القدم.إي يو (الإنجليزية)
- سيماو مات جونيور على موقع ناشيونال فوتبول تيمز (الإنجليزية)
- سيماو مات جونيور على موقع Soccerbase.com (لاعب) (الإنجليزية)
- سيماو مات جونيور على موقع Soccerway.com (الإنجليزية)
- سيماو مات جونيور على موقع عالم كرة القدم.نت (الإنجليزية)
- سيماو مات جونيور على موقع AS.com (الإسبانية)